# Pod parou (film)
Pod parou je koprodukční česko-slovenský film režiséra a producenta Rudolfa Biermanna z roku 2025.

## Příběh
Podle jisté vědecké teorie se všichni lidé rodí s deficitem 0,5 promile alkoholu v krvi. Organismus pak nejlépe funguje při setrvalém udržování této hladiny. Učitelka Martina (Hana Vagnerová) z jihomoravského Mikulova se společně se svými třemi kamarádkami, středoškolskými učitelkami, Petrou (Judit Pecháček), Nikol (Alžběta Ferencová) a Vlastou (Zuzana Bydžovská) pustí do experimentu, který má tuto teorii prověřit. Tento experiment sice na chvíli vypadá úspěčně, ženy sklízí uznání a úspěchy v soukromí i v práci, brzy se však dostaví první krize a trhliny.

## Recepce
Česko-slovenská komedie je doslovným převedením (podle tvůrců adaptací) filmu Chlast Thomase Vinterberga. Podle Martina Šrajera film selhává ve scénáři, nad vodou jej drží herecké výkony hlavních představitelek, zejména Zuzany Bydžovské.